# Albrecht Buschmann
Albrecht Buschmann (* 1964) ist ein deutscher Romanist und literarischer Übersetzer.

## Leben
Albrecht Buschmann studierte Romanistik und Islamwissenschaft an der Universität des Saarlandes sowie in Granada und Paris. Ab 1991 war er als wissenschaftlicher Mitarbeiter an der Universität des Saarlandes und ab 1993 an der Universität Potsdam tätig. 2003 promovierte er mit einer literatursoziologischen Arbeit zum Doktor der Philosophie. Nachdem er sich 2009 habilitiert hatte, wurde er 2010 zum Professor für spanische und französisch Literatur- und Kulturwissenschaft an die Universität Rostock berufen.
Neben seiner Lehr- und Forschungstätigkeit im Fach Romanistik gehörte Buschmann zu den Mitbegründern der Internetplattform „romanistik.de“; von 1994 bis 1999 war er Redaktionsmitglied der Zeitschrift Zibaldone. Daneben übersetzte er – meist gemeinsam mit der Übersetzerin und Autorin Stefanie Gerhold – eine Reihe von Werken des spanischen Autors Max Aub ins Deutsche. 2003 erhielten Buschmann und Gerhold für ihre Übersetzung von Aubs Roman Bittere Mandeln den Übersetzerpreis der Spanischen Botschaft in Deutschland.

## Werke
- Die Macht und ihr Preis. Detektorisches Erzählen bei Leonardo Sciascia und Manuel Vázquez Montalbán, Würzburg 2005
- Max Aub und die spanische Literatur zwischen Avantgarde und Exil, Berlin [u. a.] 2012
- Max Aub. Entre vanguardia y exilio, traducción de Mercedes Figueras, Sevilla 2022

Herausgeberschaft
- Die andere Stadt. Großstadtbilder in der Perspektive des peripheren Blicks, Würzburg 2000 (herausgegeben mit Dieter Ingenschay)
- Bürgerkrieg. Erfahrung und Repräsentation [mit einem Geleitwort von Herfried Münkler]. Berlin 2005 (herausgegeben mit Isabella v. Treskow und Anja Bandau)
- Aub in Aub, Berlin 2007 (herausgegeben mit Ottmar Ette)
- Bürgerkriege der Romania, Berlin 2008 (herausgegeben mit Isabella v. Treskow und Anja Bandau)
- Horacio Castellanos Moya y el arte de sobrevivir en Centroamérica, Themenschwerpunkt der Zeitschrift Cultura (El Salvador), 101/2009 (herausgegeben mit Alexandra Ortiz Wallner)
- Gutes Übersetzen. Neue Perspektiven für Theorie und Praxis des Literaturübersetzens, Berlin 2015
- Literatur leben. Festschrift für Ottmar Ette, Frankfurt a. M. / Madrid 2016 (herausgegeben mit Julian Drews, Tobias Kraft, Anne Kraume, Markus Messling, Gesine Müller)
- Romanistik in Rostock. Beiträge zum 600. Universitätsjubiläum, Rostock / Norderstedt 2019 (herausgegeben mit Rafael Arnold, Steffi Morkötter, Stephanie Wodianka)
- Decir desaparecido(s): Formas e ideologías de la desaparición forzada, Münster 2019 (herausgegeben mit Luz C. Souto):
- Decir desaparecido(s) II. Análisis transculturales de la desaparición forzada, Münster 2021 (herausgegeben mit Luz C. Souto)

Übersetzungen
- Max Aub: Am Ende der Flucht, Frankfurt am Main 2002 (übersetzt mit Stefanie Gerhold)
- Max Aub: Bittere Mandeln, Frankfurt am Main 2003 (übersetzt mit Stefanie Gerhold)
- Max Aub: Blutiges Spiel, Frankfurt am Main 2000 (übersetzt mit Stefanie Gerhold)
- Max Aub: Jusep Torres Campalans, Frankfurt am Main 1997 (übersetzt mit Eugen Helmlé)
- Max Aub: Nichts geht mehr, Frankfurt am Main 1999 (übersetzt mit Stefanie Gerhold)
- Max Aub: Die Stunde des Verrats, Frankfurt am Main 2001 (übersetzt mit Stefanie Gerhold)
- Max Aub: Theater der Hoffnung, Frankfurt am Main 1999 (übersetzt mit Stefanie Gerhold)
- Manuel Vázquez Montalbán: Unmoralische Rezepte, München [u. a.] 2001 (übersetzt  mit Stefanie Gerhold)